# أحمد رمزي (لاعب كرة قدم)
أحمد رمزي (مواليد 25 يوليو 1965) هو لاعب كرة قدم معتزل. لعب مع منتخب مصر، وسبق له أن لعب في كأس العالم لكرة القدم مع منتخب بلاده.

## وصلات خارجية
- أحمد رمزي على موقع الاتحاد الدولي (مؤرشف)  (الإنجليزية)
- أحمد رمزي على موقع قاعدة بيانات كرة القدم.إي يو (الإنجليزية)
- أحمد رمزي على موقع ناشيونال فوتبول تيمز (الإنجليزية)
- أحمد رمزي على موقع Soccerway.com (الإنجليزية)